# Radiměřský potok
Radiměřský potok (také Mlýnský), německy „Rollender Brunner“ protéká Radiměří a nachází se v Pardubickém kraji v České republice. Radiměřský potok má délku 8,83 kilometru. Pramení na horním konci obce ze zdroje zvaného „Cikánka“ podle pověsti a na dolním konci se vlévá do řeky Svitavy. Koryto není dáno přírodou, ale bylo uměle vytvořeno pro potřeby mlynářů (14 mlýnů od shora dolů – „Scheidersmühle“, „Budigmühle“, „Mühlschneider“, „Lojesmühle“,„Rutnmühle“, „Hegerinmühle“ (dříve „Joichmühle“), U mlynáře Richarda, „Leckenmühle“, „Albertnmühle“, „Zeiselmühle“ (dříve „Westlmühle“), „Hoapnmühle“, „Thonamühle“, „Gabermühle“, a na výstupu z obce byl poslední šrotovací mlýn.
- dibavod: id: 414340000100
- zdroj: dibavod
- vodní cesta: potok